# 하야시 호노카
하야시 호노카(일본어: 林 穂之香, 1998년 5월 19일 ~ )는 일본의 여자 축구 선수이다.

## 국가대표팀 경력
2016년 FIFA U-17 여자 월드컵에 출전, 3위. 2018년 FIFA U-20 여자 월드컵에도 출전, 우승에 기여했다.
그녀는 2019년 EAFF E-1 풋볼 챔피언십에 참가할 일본 국가대표팀에 발탁되었으며, 12월 11일 중화 타이베이와의 경기에서 데뷔했다. 2019년과 2022년 EAFF E-1 풋볼 챔피언십 우승. 2018년 AFC 여자 아시안컵 우승, 2018년 아시안 게임 금메달 획득에 기여했다. 2020년과 2024년 하계 올림픽, 2023년 FIFA 여자 월드컵에도 출전했다.

## 통계
| 일본 | 일본 | 일본 |
| 연도 | 출전 | 득점 |
| ---- | ---- | ---- |
| 2019 | 1    | 0    |
| 2020 | 0    | 0    |
| 2021 | 10   | 0    |
| 2022 | 9    | 0    |
| 2023 | 11   | 2    |
| 2024 | 5    | 0    |
| 통산 | 36   | 2    |